# Laurent Swolfs
Laurent Joseph Charles Théodore Swolfs (Brussel, 8 maart 1876 – aldaar, 4 november 1954 was een Belgisch tenor binnen het vakgebied opera.
Hij was zoon van juwelier Charles Théodore Marie Alphonse Swolfs en Suzanne Bartholomeus. Hijzelf trouwde in 1897 met Palmyre Jeannette Sophie Van Dest en na haar overlijden hertrouwde hij in 1904 met Irma Joséphine Gouffau.
Hij kreeg zijn opleiding van Désiré Demest en François-Auguste Gevaert aan het Koninklijk Conservatorium Brussel alwaar hij ook debuteerde. In 1902 verbond hij zich aan de Vlaamse Opera te Antwerpen. Hij specialiseerde zich daar in de opera’s van Richard Wagner. In 1906 maakte hij de overstap naar de Koninklijke Muntschouwburg, maar zong binnen geheel Europa. Vlak voor het uitbreken van de Eerste Wereldoorlog zong hij nog in de opera Parsifal van Wagner, dan weer terug in Antwerpen (maart 1914).
Na die oorlog lag de nadruk op lesgeven aan het Brussels conservatorium, als ook aan conservatoria in Gent en Mechelen.
Hij schreef zelf ook een lyrische komedie onder de titel La Malibran reçoit chez elle (1947) en een libretto voor Maya van Jules-Toussaint De Sutter.
- Bibliothèque nationale de France: cb154873074 (data)
- International Standard Name Identifier: 0000 0000 5189 2687
- Library of Congress Control Number: nr2006012705
- Système universitaire de documentation: 260919551
- Virtual International Authority File: 68891223
- WorldCat: E39PCjtmKWp9kkhbfDht7wGtBq